# Arroyo (Santillana del Mar)
Arroyo es una localidad del municipio de Santillana del Mar (Cantabria, España). Está situada a unos 2 kilómetros al noroeste de la capital municipal, Santillana del Mar. Se encuentra a 99 metros sobre el nivel del mar, en una depresión entre cerros de escasa altitud. En el año 2008 contaba con una población de 49 habitantes (INE), siendo la menos poblada del municipio. Dentro del término de esta localidad se encuentra la Cueva de Arroyo, en la que se encontraron restos humanos prehistóricos. De Arroyo hacia el mar quedan rastros de un antiguo pueblo, Morteo, hoy abandonado. Al norte de Arroyo, en la costa, se encuentra la ensenada de Puerto Calderón, con un pequeño puerto.
La primera mención histórica del lugar es de 1053, merced al cartulario de la Abadía de Santillana. En el siglo XVII, su época de mayor esplendor, poseía un procurador encargado de la economía de la villa y su término.
A esta localidad se accede por un camino municipal desde la carretera autonómica CA-137 y carece de líneas de transporte público regular.

## Festividades
- 8 de septiembre - Natividad de Nuestra Señora.